# Omoo
Omoo: Uma Narrativa de Aventuras nos Mares do Sul (em inglês Omoo: A Narrative of Adventures in the South Seas) é o segundo livro do escritor norteamericano Herman Melville, publicado pela primeira vez em Londres em 1847 e uma continuação de Typee, a sua primeira narrativa dos Mares do Sul , também com base nas experiências do autor no Pacífico Sul. Depois de deixar a ilha de Nuku Hiva, o personagem principal embarca num navio baleeiro que vai a caminho do Tahiti, após o que há um motim e a maioria da tripulação é aprisionada no Tahiti.

## Enquadramento
No prefácio de Omoo, Melville alegou tê-lo escrito "a partir de simples lembrança" que foi reforçada por ter contado a história muitas vezes à família e amigos. Contudo um estudioso que trabalhou no final dos anos de 1930 descobriu que Melville não se tinha apenas baseado na sua memória e revelou a riqueza das suas fontes. Mais tarde, outro estudioso de Melville, Harrison Hayford, fez um estudo detalhado dessas fontes e, na introdução de uma edição de 1969 de Omoo, resumiu assim a prática do autor: "Ele tinha alterado fatos e datas, elaborado acontecimentos, assimilado materiais estrangeiros, inventado episódios e dramatizado as experiências já impressas de outros como se suas fossem. Não se tinha limitado a plagiar, pois que tinha sempre reescrito e melhorado quase sempre as passagens de que ele se apropriou." Hayford mostrou que se tratou de uma repetição de um processo usado anteriormente em Typee de "primeiro escrever a narrativa com base nas suas lembranças e invenção, e de seguida, usar livros como fonte para desenvolver os capítulos que já tinha escrito e facultar material de novos capítulos que ele inseria em vários pontos do manuscrito."

## História da publicação
O livro foi publicado primeiramente por John Murray em Londres, em março de 1847. Nos Estados Unidos uma parte foi impressa em abril de 1847, em The Literary World, tendo uma edição completa sido lançada em maio do mesmo ano pela Harper Brothers.
Murray incluiu Typee e Omoo na sua " Biblioteca Nacional e Colonial " que foi comercializada e vendida como um conjunto em todo o Império Britânico. Nela, Melville apareceu junto a outros escritores muito conhecidos, circunstância que acabou por ser um mpulso importante tanto para venda do seus livros como da sua reputação. "Ao longo das décadas, o fato de estarem incluidos na biblioteca assegurou a Melville a fama dos seus dois primeiros livros e duas ou três gerações de leitores de língua inglesa no mundo inteiro.."

## Ligações Externas
- Omoo: A Narrative of the South Seas Online version.
- Omoo no Projeto Gutenberg
- Omoo, online at Ye Olde Library
- Free typeset PDF ebook of Omoo and other Melville novels optimized for printing, plus extensive Melville reading list